# Amt Schledehausen
Das Amt Schledehausen war ein historisches Verwaltungsgebiet des Königreichs Hannover.

## Geschichte
Das Amt wurde durch Verordnung vom 7. August 1852 vom Amt Osnabrück abgespalten und bereits 1859 wieder in dieses eingegliedert.

## Amtmann
- 1852–1859: Wilhelm Christian Carl Freiherr von Dincklage, Drost